# 4 Amiguinhos
Die 4 Amiguinhos sind vier animierte Figuren, die für den portugiesischen Kinderkanal Canal Panda geschaffen wurden. Die Gruppe besteht aus dem kleinen Jungen Windy (Gesang), dem Pinguin Pingui (Gitarre), dem Frosch Sapo (Trommel) und dem Hund Rafa (Klavier). Gezeichnet wurden sie von dem Lissaboner Studio KotoStudios.

## Diskografie
Alben
- 2008: 4 Amiguinhos